# Justus von Dohnányi
Justus von Dohnányi (Lübeck, 1960. december 2. –) német színész és filmrendező.

## Fiatalkora és karrier
Dohnányi Lübeckben született, Christoph von Dohnányi karmester és Renate Zillessen színésznő fia és a Dohnányi családnak az egyik tagja. Nagyapja Hans von Dohnanyi német jogász, nagybátyja pedig Dietrich Bonhoeffer német evangélikus lelkész. Dédapja Dohnányi Ernő magyar zeneszerző volt.
A Hochschule für Musik und Theater Hamburgban tanult színészetet. Televíziós munkája előtt Hamburgban, Zürichben és Frankfurtban szerepelt a legitim színpadon ahol számos filmben szerepelt.
Szerepelt A kísérlet (2001) című filmben mint Berus börtönőr. Legismertebb szerepében, Wilhelm Burgdorfot alakította A bukás – Hitler utolsó napjai (2004) című filmben. Szerepelt a Műkincsvadászok (2014) című filmben is. A Woman in Gold (2015) című filmben a Belvedere Galéria képviselőjeként szerepel, aki megpróbálja megakadályozni hogy a nácik által ellopott címképet visszaadják tulajdonosának, Maria Altmann-nak.

## Válogatott filmográfia
- Hazudós Jakab (1999) – Preuss
- A világ nem elég (1999) – Nikolai kapitány
- Bonhoeffer: Isten szolgája (2000) – Eberhard Bethge
- A kísérlet (2001) – Berus börtönőr
- Ámen (2002) – Göran von Otter
- September (2003) – Philipp Scholz
- Blueprint - a másolat (2003) – Thomas Weber
- Napola – A Führer elit csapata (2004) – Gauleiter Heinrich Stein
- A bukás – Hitler utolsó napjai – Wilhelm Burgdorf
- A szerelem keresése és meglelése (2005) – Harry
- Vineta (2006) – Lutz Born
- Trója – Az elveszett város nyomában (2007) – Oskar Neumann
- Bis zum Ellenbogen (2007) – Sven Hansen
- 1 és 1/2 lovag - Az elbűvölő Herzelinde hercegnő nyomában (2008) – Bernd
- A Buddenbrook család (2008) – Bendix Grünlich
- Férfiszívek (2009) – Bruce Berger
- Dr. Hope: Egy asszony nem adja fel (2009) – Otto Walther
- Lázadó szellem (2011) – Richard Hartung
- Férfiszívek 2. (2011) – Bruce Berger
- Yoko – Prof. Kellerman
- A Coffee in Berlin (2012) – Karl Speckenbach
- Őrült Lajos király (2012) – Johann Lutz
- Hanni és Nanni 3. (2013) – Hugh Gordon
- Műkincsvadászok (2014) – Viktor Stahl
- Frau Müller muss weg! (2015) – Wolf Heider
- Hölgy aranyban (2015) – Dreimann
- Segítség, összement a tanárom! (2015) – Schulrat Henning
- A Charité kórház (2017, televíziós sorozat, 6 epizód) – Robert Koch
- Das Pubertier (2017) – Ulrich Dattelmann
- Mit szólnátok az Adolfhoz? (2018) – René König
- Az elfejtett háború (2020) – Oberst Berghof
- Family Affairs (2022) – René König

## Fordítás
Ez a szócikk részben vagy egészben  a   Justus von Dohnányi című angol Wikipédia-szócikk ezen változatának fordításán alapul.  Az eredeti cikk szerkesztőit annak laptörténete sorolja fel. Ez a jelzés csupán a megfogalmazás eredetét és a szerzői jogokat jelzi, nem szolgál a cikkben szereplő információk forrásmegjelöléseként.